# Basji-bosuker

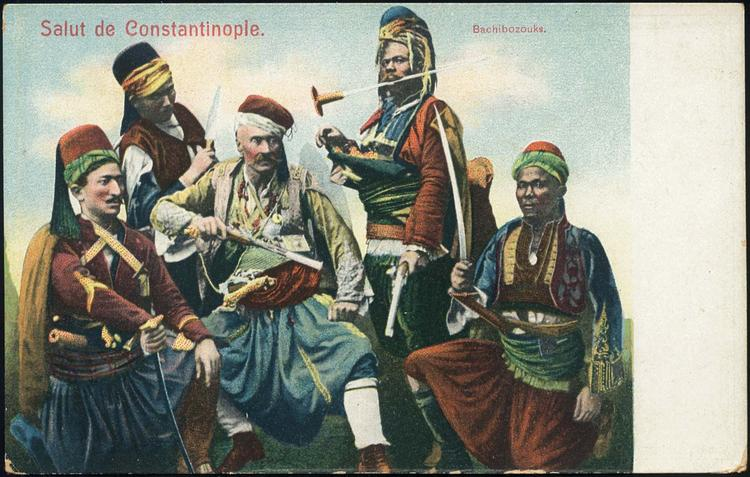
Basji-bosuker på ett ottomanskt vykort.

Basji-bosuker (från turkiska basj, "huvud", och bosuk, "vetvilling") var turkiska irreguljära milissoldater utan organisatoriskt sammanhang med reguljära armén och utan uniform som användes av myndigheterna både i krig och för polistjänst. Basji-bosukerna gjorde sig kända för omänskliga grymheter bland annat under de bulgariska oroligheterna 1876.